# Guiberto de Nogent
Guiberto de Nogent (em latim: Guibertus S. Mariae de Novigento; em francês:  Guibert de Nogent; c. 1055–1124 (69 anos)) foi um monge beneditino, historiador, teólogo e um escritor autobiográfico. Era praticamente desconhecido em seu próprio tempo, praticamente não sendo citado em outras obras, foi apenas recentemente que atraiu a atenção dos estudiosos, mais interessados em suas longas memórias autobiográficas que revelam não apenas sua personalidade mas também diversos aspectos da vida medieval.

## Vida
Guiberto nasceu de pais da nobreza menor em Clermont-en-Beauvaisis e, segundo ele próprio em suas "Monodiae", eles demoraram mais de sete anos para conseguir o primeiro filho. De acordo com a obra, o parto quase custou-lhe a vida e a de sua mãe, pois ele próprio estava virado no útero. A família fez uma oferta no santuário da Virgem Maria, prometendo que se Guiberto sobrevivesse, seria dedicado à vida religiosa. Como sobreviveu, cumpriu-se a promessa. Seu pai era um homem violento, infiel e afeito aos excessos, morrendo no primeiro ano depois do nascimento. Em suas memórias, Guiberto relata a morte dele como uma benção, afirmando que se ele tivesse sobrevivido, provavelmente o teria forçado a tornar-se um cavaleiro, quebrando assim a promessa feita à Virgem. Sua mãe era dominadora, de grande beleza e inteligência e muito zelosa. Guiberto escreve tanto sobre ela, e com tantos detalhes, que alguns acadêmicos, como Archambault, sugeriram que ele pode ter sofrido uma forma do complexo de Édipo. Ela assumiu o controle de sua educação, isolou-o de seus pares e contratou um tutor exclusivo para ensiná-lo dos seis até os doze anos. Guiberto lembra que o tutor era brutalmente exigente e igualmente incompetente, mas, ainda assim, os dois desenvolveram um forte laço de amizade. Por volta dos doze, sua mãe se retirou para uma abadia perto de Saint-Germer-de-Fly (ou Flay), e Guiberto logo a seguiu. Entrando para a Ordem de São Bento na São Germer, estudou com afinco, dedicando-se a princípio aos poetas seculares Ovídio e Virgílio — uma experiência que deixou marcas em suas obras. Posteriormente, dedicou-se à teologia, resultado da influência de Anselmo de Bec, que depois tornar-se-ia arcebispo de Cantuária.
Em 1104, foi escolhido abade da minúscula e pobre abadia de Nogent-sous-Coucy (fundada em 1059) e, daí em diante, passou a atuar com mais relevo nos temas eclesiásticos de sua época, tomando contato com bispos e com a corte. Mais importante, a nova função deu-lhe tempo para se dedicar à sua paixão, que era escrever. Sua primeira grande obra do período foi uma história da Primeira Cruzada chamada "Dei gesta per Francos" ("Atos de Deus pelos Francos"), terminada em 1108 e revisada em 1121. A história era, em grande parte, uma paráfrase, num estilo mais rebuscado, da "Gesta Francorum", obra de um autor normando anônimo. Contudo, a obra tradicionalmente não era bem vista pelos historiadores das Cruzadas, principalmente por repetir os temas da "Gesta Francorum" e pelo seu latim de difícil compreensão. Editores e tradutores mais recentes, porém, chamam a atenção para o texto excelente e para o material original que ela apresenta. Mais importante, "Dei gesta" revela informações valiosas sobre a recepção da cruzada na França. Guiberto conhecia pessoalmente cruzados e conversou com eles sobre suas memórias e experiências.
Para o leitor moderno, sua autobiografia ("De vita sua sive monodiarum suarum libri tres"), conhecida como "Monodiae" ("Canções Solitárias", geralmente chamada apenas de "Memórias"), escrita em 1115, é considerada a mais interessante de suas obras. Escrita no final de sua vida e baseado no modelo já utilizado pelas Confissões de Santo Agostinho, a obra trata de toda a sua vida desde a infância. Por todo o texto, Guiberto apresenta lampejos sobre a vida em seu tempo e os costumes da época. A obra em si está dividida em três volumes, o primeiro cobrindo sua própria vida, do nascimento à vida adulta; a segunda é uma breve história de seu mosteiro; e a terceira é uma descrição de uma revolta na vizinha cidade de Laon. Guiberto fornece valiosas informações sobre a vida cotidiana em palácios e mosteiros, sobre métodos educacionais que estavam em voga e nos dá ideias sobre várias personalidades, importantes ou não, da época. Recheado de paixões e preconceitos, o texto tem ainda um toque da personalidade de seu autor.
Como exemplo, ele era muito crítico em relação às relíquias católicas de Jesus Cristo, a Virgem e diversos santos, duvidando principalmente de sua autenticidade e notando que alguns santuários e centros de peregrinação geralmente faziam reivindicações conflitantes sobre restos mortais, roupas e outros objetos sagrados .